# Olevsk
Olevsk (en ukrainien : Олевськ ; en russe : Олевск) est une ville de l'oblast de Jytomyr, en Ukraine. Sa population s'élevait à 10 226 habitants en 2021.

## Géographie
Olevsk est située à 130 km au nord-ouest de Jytomyr.

## Histoire
Olevsk est une des plus anciennes villes de Volhynie. Selon la légende, elle aurait été fondée au IXe siècle. Elle reçoit des privilèges urbains — droit de Magdebourg — en 1641, le statut de commune urbaine en 1924 et le statut de ville en 2003.

## Population
Recensements (*) ou estimations de la population :
| 1923* | 1926* | 1959* | 1970* | 1979*  | 1989*  |
| ----- | ----- | ----- | ----- | ------ | ------ |
| 1 920 | 4 913 | 7 943 | 9 588 | 11 770 | 10 323 |

| 2001*  | 2009   | 2010   | 2011   | 2012   | 2013   |
| ------ | ------ | ------ | ------ | ------ | ------ |
| 10 896 | 10 203 | 10 229 | 10 262 | 10 216 | 10 231 |

| 2021   | - | - | - | - | - |
| ------ | - | - | - | - | - |
| 10 226 | - | - | - | - | - |

## Honneur
L'astéroïde (217420) Olevsk porte son nom